# Jornal de Santa Catarina
Jornal de Santa Catarina, conhecido como O Santa, é um jornal semanal em formato revista, sediado e impresso no município de Blumenau, Santa Catarina. Pertence à NSC Comunicação (braço de mídia do Grupo NC).
Fundado em 22 de setembro de 1971, atualmente cobre toda a região do Vale do Itajaí e do Litoral norte de Santa Catarina, abrangendo mais de 40% de sua população. Foi o primeiro jornal do estado e um dos primeiros do país a ter uma edição em linha com atualização de notícias em tempo real. Circula semanalmente aos fins de semana.

## História
Integrava o Grupo RBS desde 1992, mas em 7 de março de 2016 foi vendido ao Grupo NC, porém mantendo o nome e a mesma linha editorial. Em 16 de agosto de 2017, passou a integrar a NSC Comunicação após as transições dos grupos RBS para NC. Em 11 de novembro do mesmo ano, o Santa amplia o número de páginas na edição de fim de semana.
O surgimento do Santa se deu em uma época de expansão econômica de Blumenau e passou por diversos comandos, sem interromper as atividades. Conforme Weiss, foi "num misto de liberdade local e pujança econômica que surge a Empresa Editora Jornal de Santa Catarina Ltda." O jornal foi oficialmente lançado em 22 de setembro de 1971, mas por pelo menos um mês havia equipes trabalhando na elaboração do primeiro exemplar. A iniciativa partiu dos empresários Wilson de Freitas Melro, Flávio Rosa, Caetano Deeke de Figueiredo e Flávio de Almeida Coelho, que então eram diretores da TV Coligadas, a primeira emissora a operar legalmente em Santa Catarina. O objetivo era alcançar os então 197 municípios de Santa Catarina com as publicações. Uma equipe de 40 jornalistas deu início às atividades da empresa entre 200 funcionários.
Em 1972, desentendimentos entre Melro e Deeke provocam a reformulação da sociedade do Grupo Coligadas. Segundo Pereira, em 1974 passa a ser comandada por empresários e políticos, dentre os quais Jorge Bornhausen, Paulo Konder Bornhausen, Lincoln Tarquini, Alceu Gugelmin, João Saad, Carlos Guilherme Addor, Mário Petrelli e Flávio de Almeida Coelho. Na década seguinte, Rudi Bauer passa a dividir o controle acionário com Flávio Coelho e Mario Petrelli, mas essa composição duraria até 1983, quando Bauer se retira. No ano seguinte, Petrelli vende sua parte a Flávio Coelho, que preside a empresa. Em 1985, Coelho vende sua parte para o engenheiro Nilton José dos Reis, que no início do governo Collor negociaria a empresa com um grupo de empresários de Blumenau. Representantes das então 12 principais indústrias da cidade comandaram o Jornal de Santa Catarina até 1992, quando seria adquirida pelo Grupo RBS.
Nesse período turbulento, um fato curioso. No início da década de 1990, com os altos índices de inflação, os jornalistas decidiram fazer greve. A paralisação durou quase dois meses e resultou na demissão de 40 jornalistas.
Em quase cinco décadas de história, o Jornal de Santa Catarina conquistou quatro Prêmios Esso, a maior condecoração do jornalismo brasileiro: em 1982, 1983, 2009 e 2010. Além disso, foi finalista em 2000, 2001 e 2003.

## Fim das edições diárias
Em 16 de outubro de 2019, em comunicado distribuído internamente e ao mercado, a NSC anunciou mudanças na sua unidade de jornais. O Jornal de Santa Catarina deixou de ter circulação diária a partir do dia 26 de outubro passando a circular apenas aos fins de semana em formato de revista. Com isso, todo o conteúdo passa a ser concentrado nos meios digitais, através do portal NSC Total.

## Prêmios
Prêmio ExxonMobil de Jornalismo
- 1982: Esso Regional[8], concedido a Luiz Antônio Soares[2], pela série de reportagens em defesa da Ponte do Salto, ameaçada de demolição pelo governo estadual da época[9].
- 2009: Esso Regional 2, concedido a Edgar Gonçalves Junior e Equipe, com o trabalho "Novembro de 2008 - O maior desatre climático do Brasil"[10]
- 2010: Esso Especial de Primeira Página, concedido a Bárbara Carvalho, Fabrício Cardoso, Edgar Gonçalves Jr., Denis Pacher, José Werner e Patrick Rodrigues, pela obra "AINDA SOMOS O ÚNICO PENTA"[11]
- 2011: Esso de Educação, concedido a Tatiana dos Santos, Gilmar de Souza e Arivaldo Hermes, com a reportagem "Mestre com Carinho"[12]